# Pladderhumanisme
 Denne artikel bør gennemlæses af en person med fagkendskab for at sikre den faglige korrekthed.

Pladderhumanisme er et nedsættende udtryk om en anskuelsesvinkel, der anses som værende naiv i sin grundholdning. Dette udtryk bruges ofte i forbindelse med debatten om indvandrere og flygtninge samt økonomisk politik, hvor brugeren af ordet mener at den omtalte går for vidt i sin tolerance og solidaritet. Ordet 'pladderhumanisme' skal forstås som en opfattet overdrivelse af humanisme i en grad hvor almindelig sund fornuft har forladt personen, der bliver anklaget for holdningen. Ordet kendes på dansk siden 1930 hvor det brugtes af den Socialdemokratiske minister K.K. Steincke, muligvis inspireret af det tyske ord "Humanitätsdusel" der fandtes i Hitlers "Mein Kampf" (1925) i stort set samme betydning.
Begrebet er især anvendt som skældsord af en række markante debattører i disses kritik af de såkaldte kulturradikale, som omfatter partier som Socialdemokraterne, Det Radikale Venstre og SF.[kilde mangler]